# Saison 2013 de l'équipe cycliste IAM

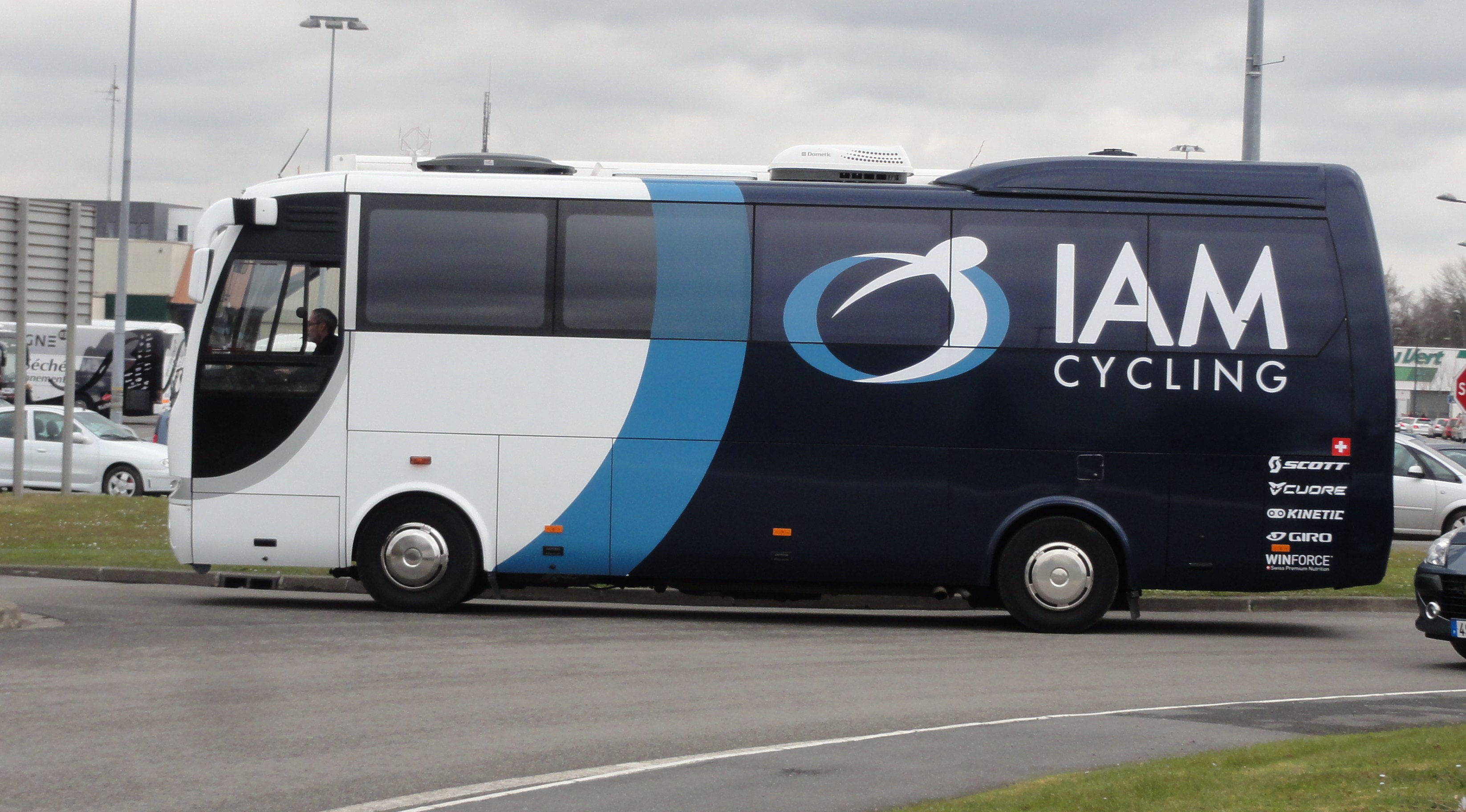
Le bus de l'équipe lors du Grand Prix de Denain 2013.

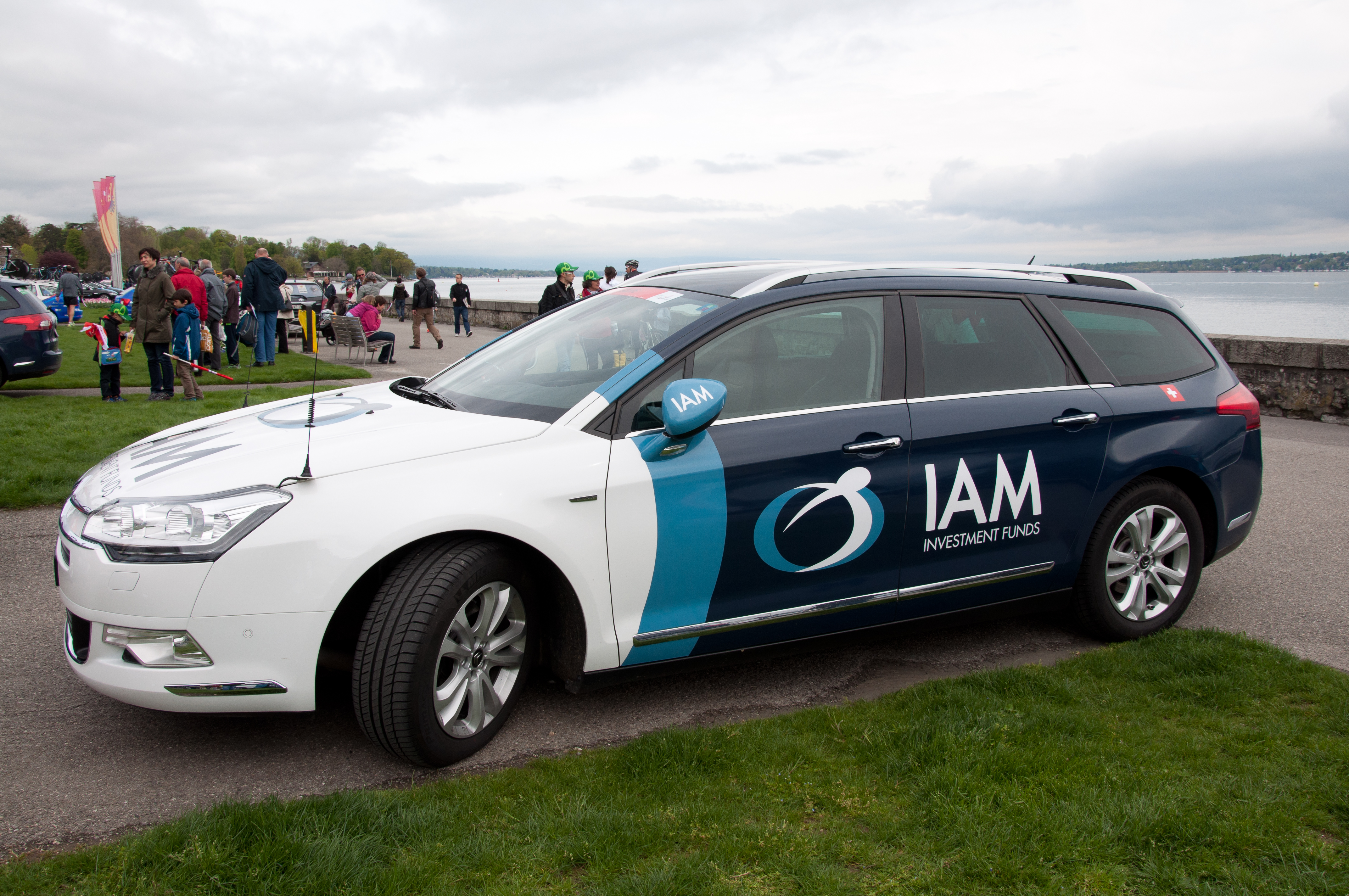
Une des voitures de l'équipe lors de la 5e étape du Tour de Romandie 2013.

La saison 2013 de l'équipe cycliste IAM est la première de cette équipe.

## Préparation de la saison 2013

### Arrivées et départs
L'équipe étant nouvelle, tous les coureurs proviennent d'autres équipes.

## Coureurs et encadrement technique

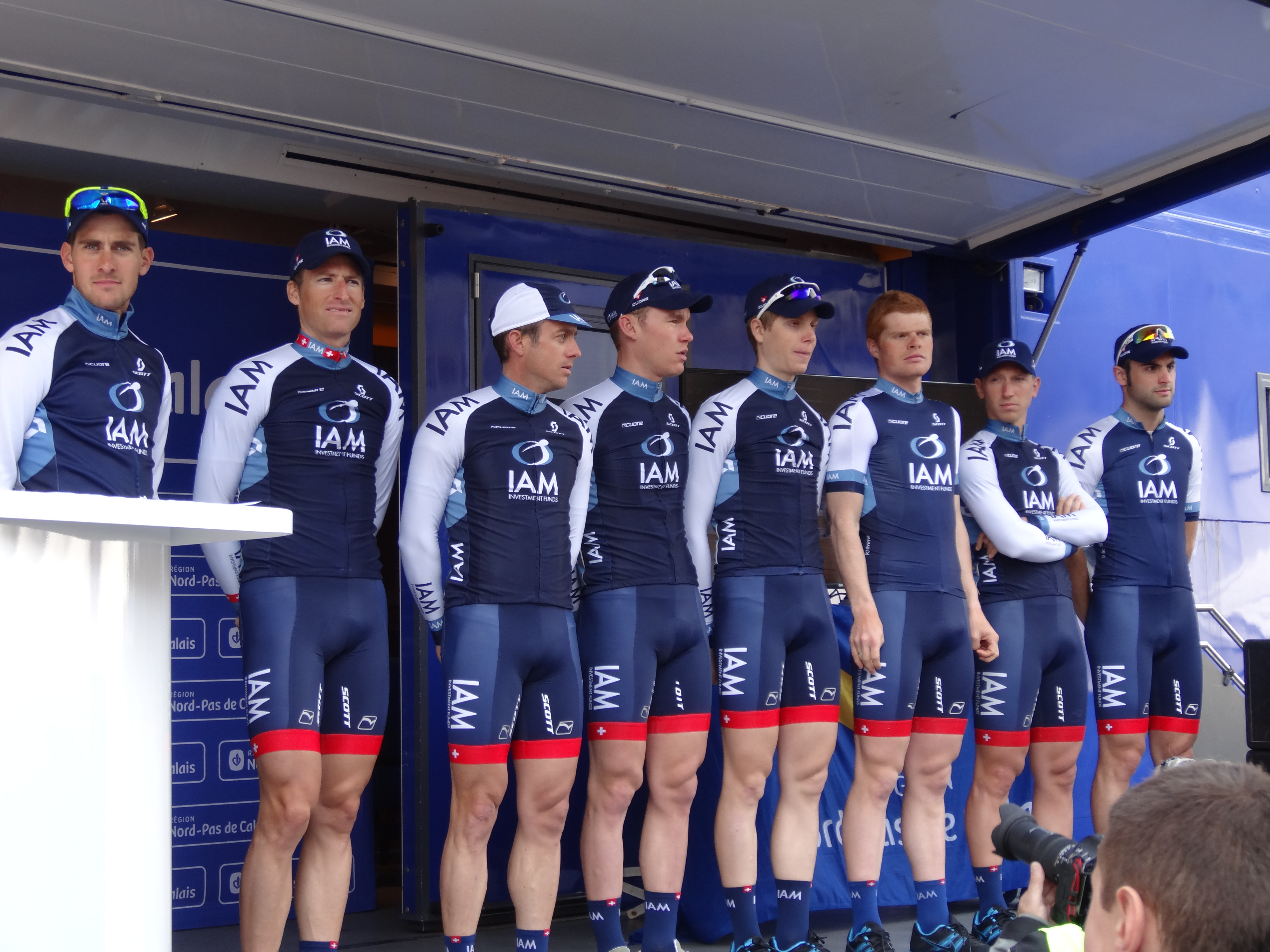
Pirmin Lang, Martin Elmiger, Sébastien Hinault, Kristof Goddaert, Marcel Aregger, Dominic Klemme, Marco Bandiera et Matteo Pelucchi lors de la 1re étape des Quatre Jours de Dunkerque 2013.

### Effectif
Treize premiers recrutements ont été annoncés,, avant d'annoncer le 20 septembre 2012 la liste officielle des 23 coureurs.
| Cycliste              | Date de naissance | Nationalité | Équipe 2012                   |
| --------------------- | ----------------- | ----------- | ----------------------------- |
| Marcel Aregger        | 26 août 1990      | Suisse      | Atlas Personal-Jakroo         |
| Marco Bandiera        | 12 juin 1984      | Italie      | Omega Pharma-Quick Step       |
| Matthias Brändle      | 7 décembre 1989   | Autriche    | NetApp                        |
| Rémi Cusin            | 3 février 1986    | France      | Type 1-Sanofi                 |
| Stefan Denifl         | 20 septembre 1987 | Autriche    | Vacansoleil-DCM               |
| Martin Elmiger        | 23 septembre 1978 | Suisse      | AG2R La Mondiale              |
| Jonathan Fumeaux      | 7 mars 1988       | Suisse      | Atlas Personal-Jakroo         |
| Kristof Goddaert      | 21 novembre 1986  | Belgique    | AG2R La Mondiale              |
| Heinrich Haussler     | 25 février 1984   | Australie   | Garmin-Sharp                  |
| Sébastien Hinault     | 11 février 1974   | France      | AG2R La Mondiale              |
| Reto Hollenstein      | 22 août 1985      | Suisse      | NetApp                        |
| Kevyn Ista            | 22 novembre 1984  | Belgique    | Accent Jobs-Willems Veranda's |
| Dominic Klemme        | 31 octobre 1986   | Allemagne   | Argos-Shimano                 |
| Pirmin Lang           | 25 novembre 1984  | Suisse      | Atlas Personal-Jakroo         |
| Gustav Larsson        | 20 septembre 1980 | Suède       | Vacansoleil-DCM               |
| Thomas Lövkvist       | 4 avril 1984      | Suède       | Sky                           |
| Matteo Pelucchi       | 21 janvier 1989   | Italie      | Europcar                      |
| Alexandr Pliuschin    | 13 janvier 1987   | Moldavie    | Leopard-Trek Continental      |
| Sébastien Reichenbach | 28 mai 1989       | Suisse      | Maca-Loca-Scott               |
| Aleksejs Saramotins   | 8 avril 1982      | Lettonie    | Cofidis                       |
| Patrick Schelling     | 1er mai 1990      | Suisse      | Atlas Personal-Jakroo         |
| Johann Tschopp        | 1er juillet 1982  | Suisse      | BMC Racing                    |
| Marcel Wyss           | 25 juin 1986      | Suisse      | NetApp                        |

Quelques coureurs
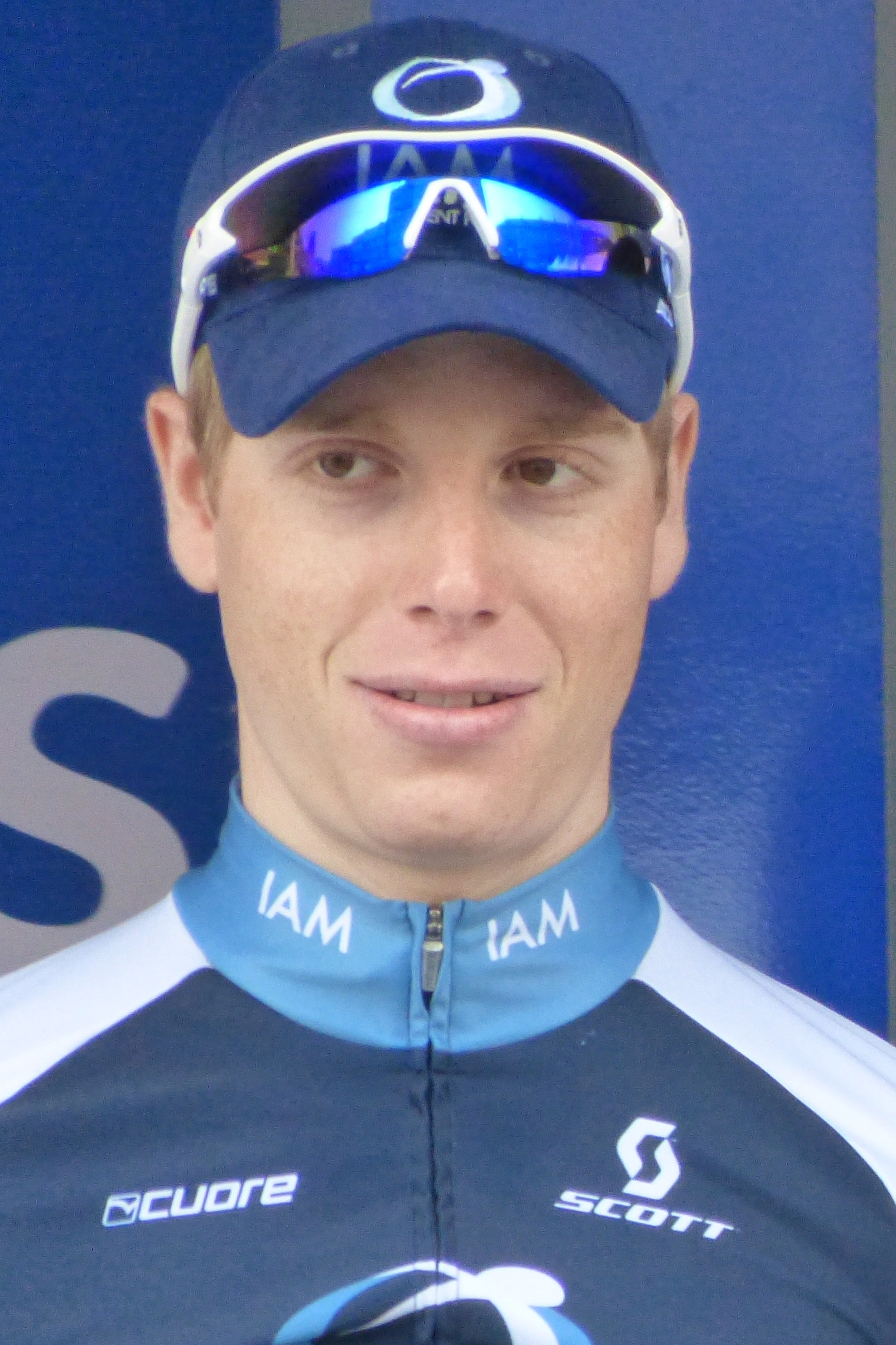
Marcel Aregger.
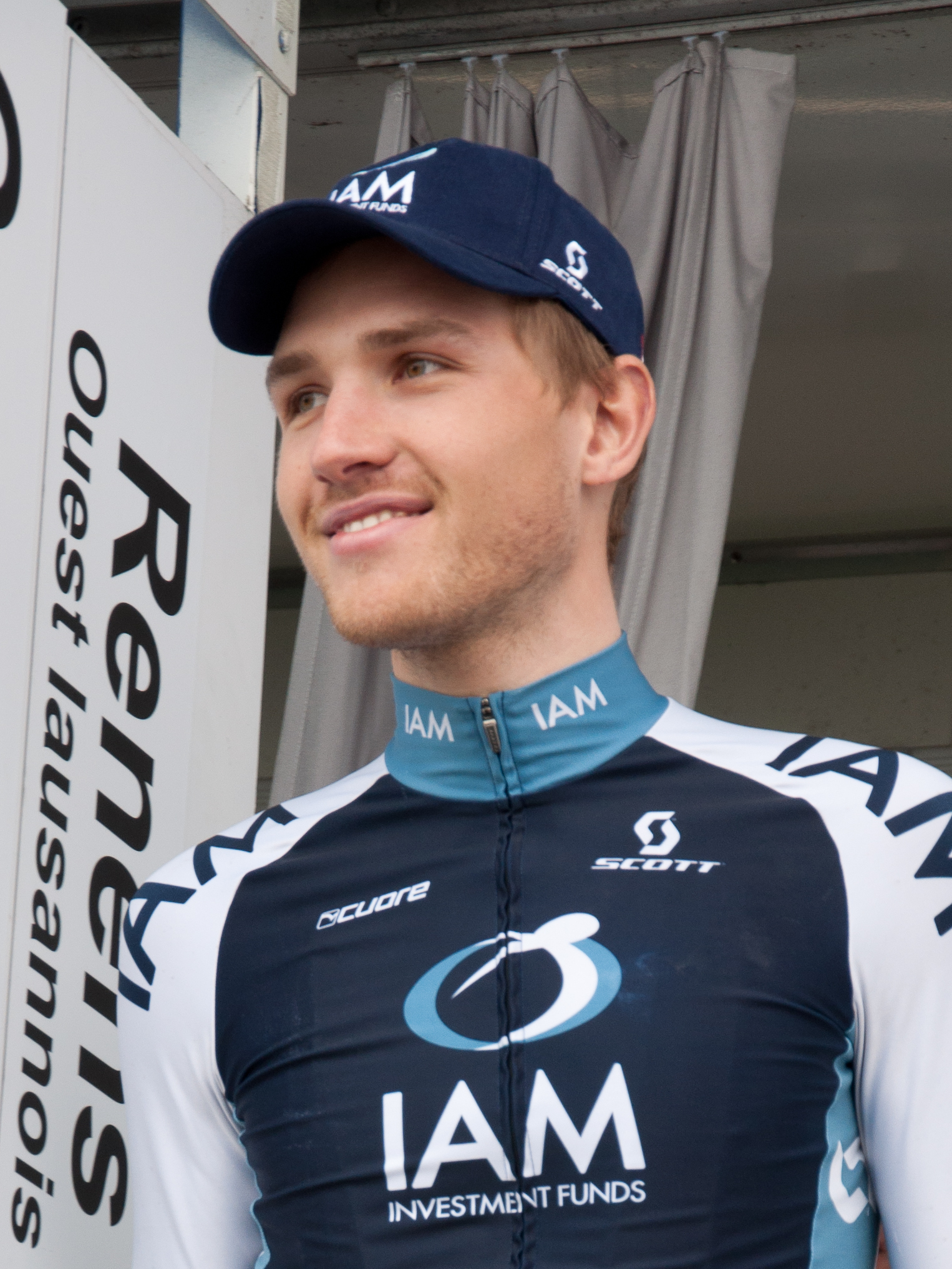
Matthias Brändle.
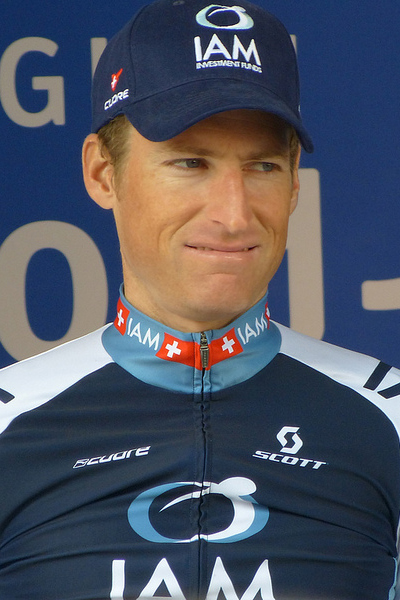
Martin Elmiger.
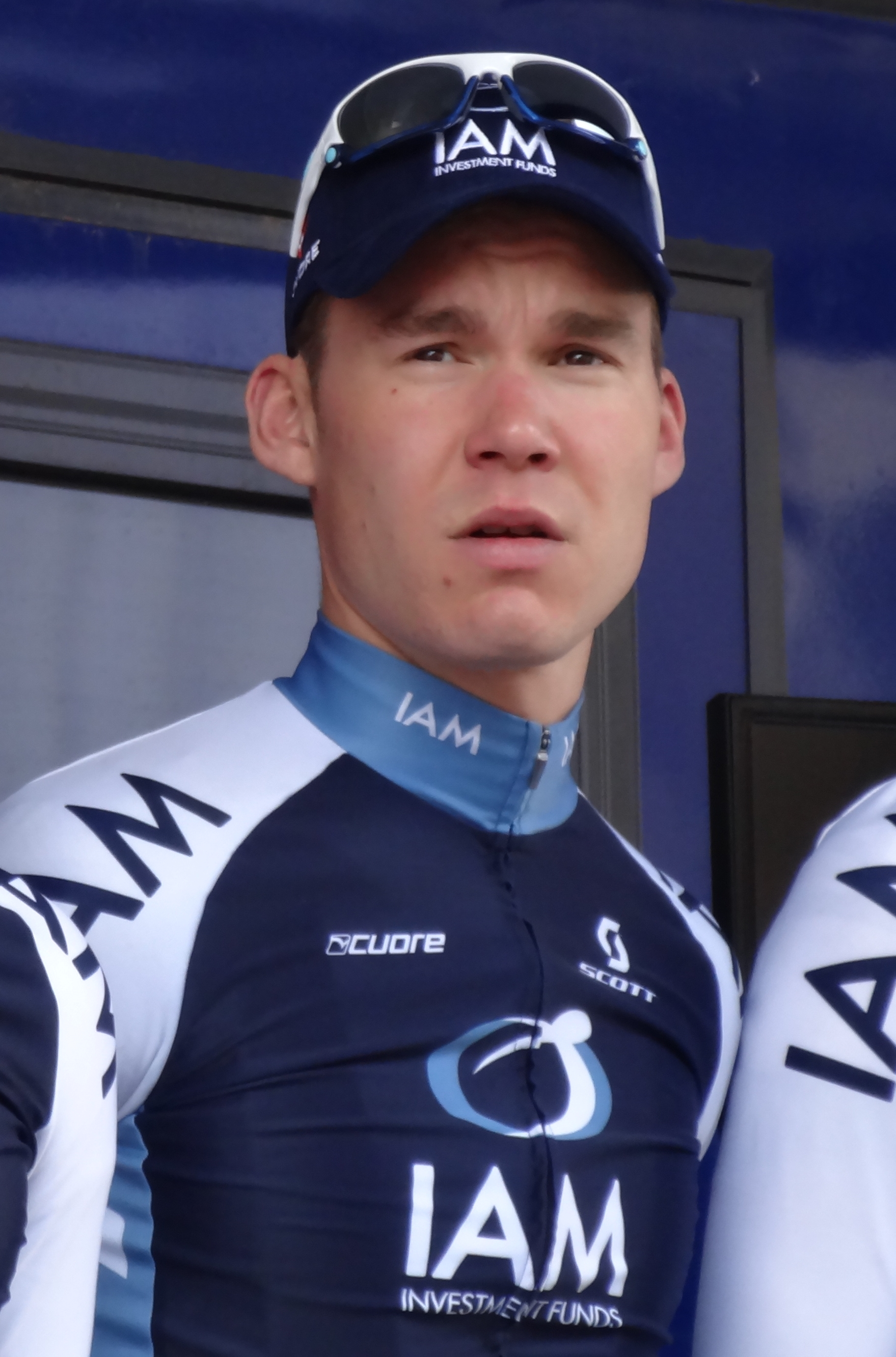
Kristof Goddaert.
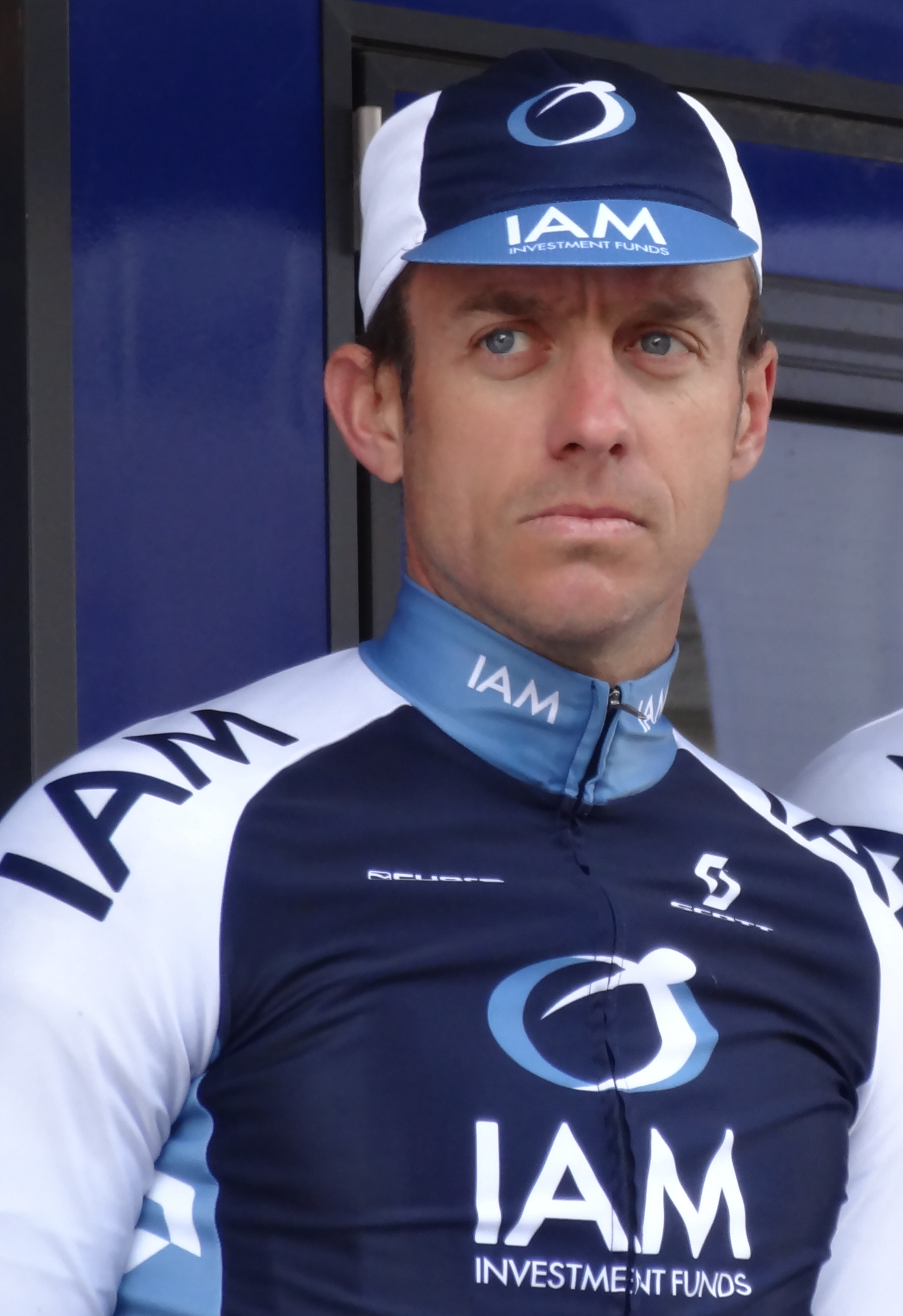
Sébastien Hinault.
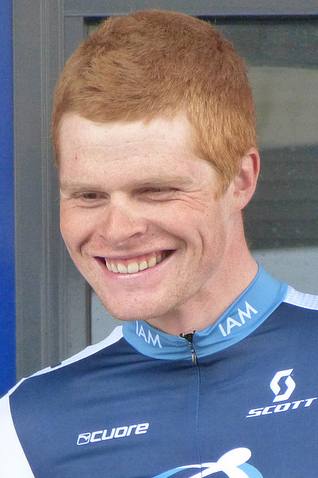
Dominic Klemme.

## Bilan de la saison

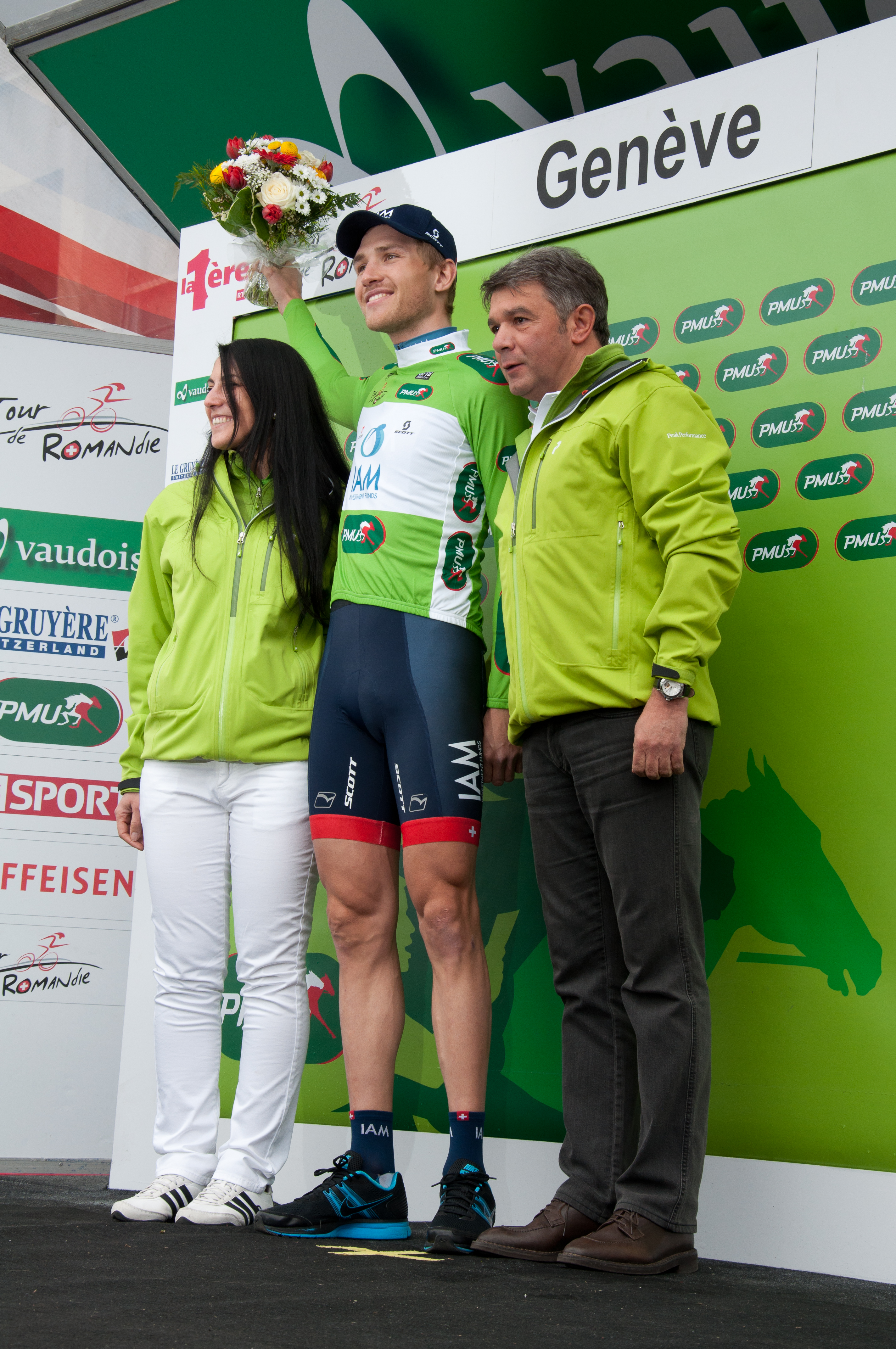
Matthias Brändle est le meilleur grimpeur du Tour de Romandie 2013.

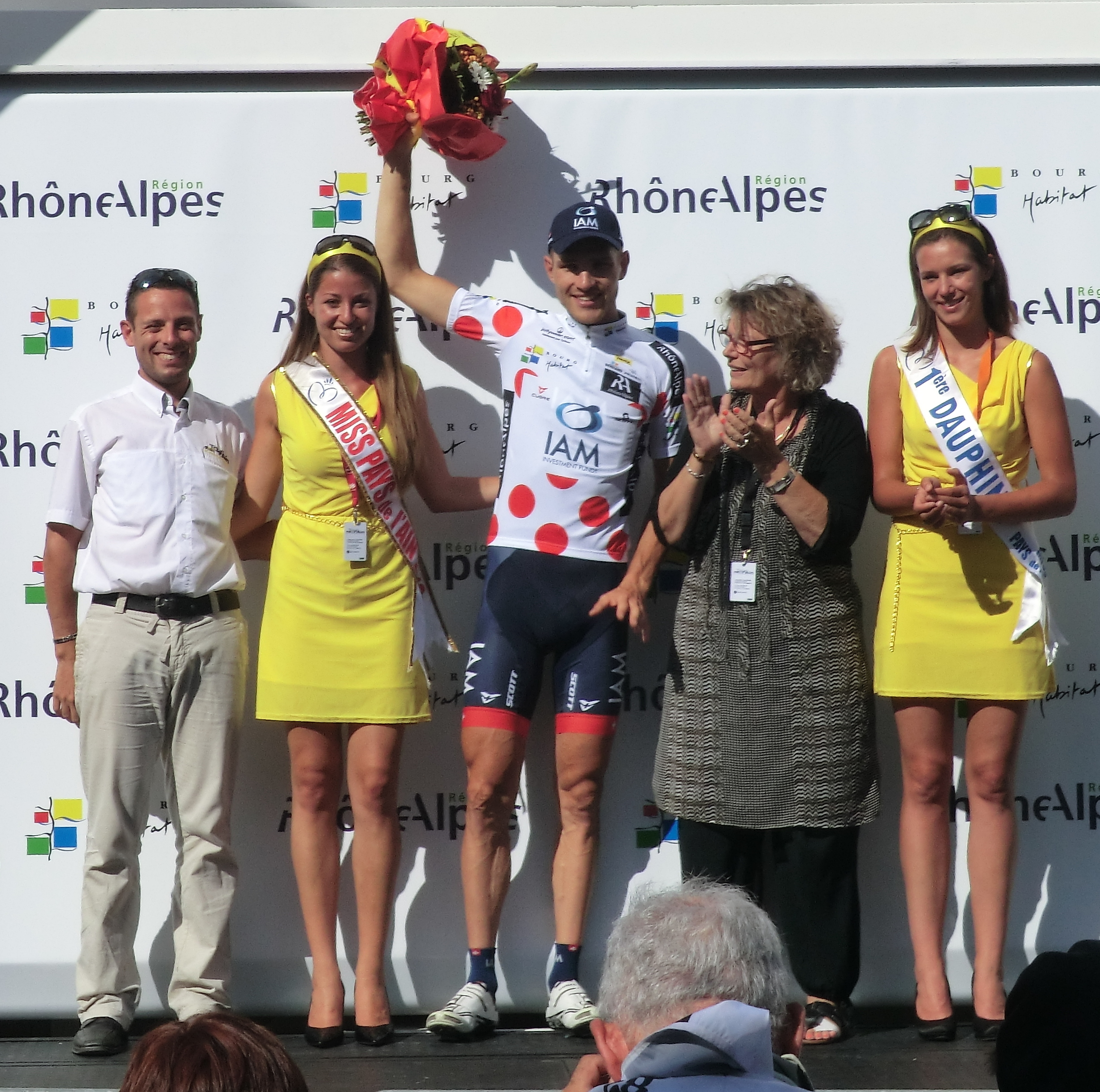
Matthias Brändle est le meilleur grimpeur du Tour de l'Ain 2013.

### Victoires

#### Sur route
| Date              | Course                                     | Pays      | Classe | Vainqueur             |
| ----------------- | ------------------------------------------ | --------- | ------ | --------------------- |
| 10 février 2013   | Classement général du Tour méditerranéen   | France    | 2.1    | Thomas Lövkvist       |
| 2 avril 2013      | 1re étape du Circuit de la Sarthe          | France    | 2.1    | Matteo Pelucchi       |
| 4 mai 2013        | Tour de Berne                              | Suisse    | 1.2    | Marcel Wyss           |
| 26 mai 2013       | 5e étape du Tour de Bavière                | Allemagne | 2.HC   | Heinrich Haussler     |
| 9 mai 2013        | Championnat d'Autriche du contre-la-montre | Autriche  | CN     | Matthias Brändle      |
| 20 juin 2013      | Championnat de Suède du contre-la-montre   | Suède     | CN     | Gustav Larsson        |
| 22 juin 2013      | Championnat de Lettonie sur route          | Lettonie  | CN     | Aleksejs Saramotins   |
| 28 juillet 2013   | Trophée Matteotti                          | Italie    | 1.1    | Sébastien Reichenbach |
| 20 août 2013      | 1re étape du Tour du Limousin              | France    | 2.1    | Martin Elmiger        |
| 23 août 2013      | Classement général du Tour du Limousin     | France    | 2.1    | Martin Elmiger        |
| 14 septembre 2013 | Tour du Jura                               | Suisse    | 1.2    | Matthias Brändle      |
| 15 septembre 2013 | Tour du Doubs                              | France    | 1.1    | Aleksejs Saramotins   |

### Classement UCI

#### UCI Europe Tour
| Rang | Coureur | Points |
| ---- | ------- | ------ |